# A World Beyond
A World Beyond (Originaltitel: Tomorrowland) ist ein US-amerikanischer Science-Fiction-Film von Brad Bird aus dem Jahr 2015. Das Drehbuch schrieb Bird zusammen mit Lost-Erfinder Damon Lindelof. In dem von Disney produzierten Film spielen George Clooney und Britt Robertson die Hauptrollen. Der Film basiert auf den futuristischen Disney-Themenbereichen „Tomorrowland“ und wurde am 21. Mai 2015 in Deutschland veröffentlicht.

## Handlung
Frank Walker erzählt, wie er als Junge im Jahr 1964 die Weltausstellung im Flushing-Meadows-Park in New York besucht hat. Bei einem Erfinderwettbewerb stellt er seinen Raketenrucksack vor, der Juror David Nix zeigt sich jedoch unbeeindruckt. Das Mädchen Athena entdeckt aber sein Potenzial, steckt ihm eine Anstecknadel mit einem „T“ zu und weist ihn an, ihr zu folgen. In einer Attraktion wird er daraufhin in das futuristische Tomorrowland teleportiert.
Jahre später manipuliert Casey Newton drei Kräne an der Raketenabschussrampe der NASA im Kennedy Space Center am Cape Canaveral, um den Abriss der Rampe zu verzögern. Athena steckt auch ihr heimlich eine Tomorrowland-Anstecknadel zu, und als Casey sie berührt, hat sie eine Vision vom Tomorrowland, die allerdings nach einigen Minuten endet. Bei einer Internetrecherche findet sie einen Laden in Houston, der eine solche Anstecknadel verkauft, und beschließt, den Laden zu besuchen. Als sie den Shopbetreibern die Anstecknadel zeigt, versuchen diese, mit Waffengewalt weitere Informationen über die Herkunft der Anstecknadel zu erlangen. Athena erreicht das Geschehen und bekämpft erfolgreich die Shopbetreiber, die sich als humanoide Roboter herausstellen. Athena, die ebenfalls ein Roboter ist, flieht mit Casey in einem gestohlenen Auto vor falschen Secret-Service-Agenten und setzt sie am Haus von Frank Walker im Bundesstaat New York ab.
Frank weist sie zunächst ab, aber Casey gelingt es mit einer List in sein Haus zu gelangen, in dem sich zahlreiche futuristisch anmutende Erfindungen von Frank befinden. Darunter findet sie auch eine alte Aufnahme, die zeigt, wie Frank sich als Kind in Athena verliebt hatte, da er nicht wusste, dass sie ein Roboter ist. Frank stößt wieder auf Casey, als diese sich in einem Raum mit Bildschirmen befindet, die Weltuntergangsszenen und eine Wahrscheinlichkeit für den Weltuntergang von 100 Prozent zeigen. Nach Protesten von Casey sinkt die angezeigte Wahrscheinlichkeit, woraufhin Frank sich nun doch auf sie einlässt. Bei einem Kampf mit den eintreffenden falschen Secret-Service-Agenten wird das Haus zerstört.
Frank, Casey und Athena fliehen zu einem von Frank vor Jahrzehnten entwickelten Teleporter, der sie auf den Eiffelturm bringt. Dort erklärt Frank, dass Gustave Eiffel, Jules Verne, Nikola Tesla und Thomas Edison die Organisation Plus Ultra gegründet haben, die mithilfe von Visionären eine bessere Zukunft schaffen sollte. Sie entdeckten ein Paralleluniversum, wo sie Tomorrowland gründeten. Mithilfe einer Rakete, die sich unter dem Eiffelturm befindet, reist das Trio nach Tomorrowland, das sich in einem desolaten Zustand befindet.
Nix, mittlerweile Gouverneur, bringt sie zu einer Maschine, die Frank vor Jahrzehnten entwickelte und wegen der er aus Tomorrowland verbannt wurde. Mithilfe von Tachyonen zeigt die Maschine jeden beliebigen Ort zu jeder beliebigen Zeit auf der Erde. Innerhalb der nächsten 58 Tage würde die Welt untergehen.
Casey erkennt, dass die Maschine die Zukunft nicht vorhersagt, sondern verändert, indem sie Gedanken bei den Menschen auf der Erde auslöst. Nix wusste dies, aber weigert sich, die Maschine abzuschalten. Er berichtet, dass er den Menschen der Erde ihre Zukunft vor Augen geführt habe, aber anstatt sie abzuwenden, hätten sie die Hoffnung aufgegeben und würden sich ihrem Schicksal ergeben. Er versucht, die drei mithilfe eines Portals in eine andere Dimension aus Tomorrowland zu verbannen, aber sie wehren sich dagegen und versuchen die Maschine zu zerstören. Eine von Frank mitgebrachte Bombe zerstört aber nicht die Maschine, sondern nur das Portal, wobei Nix unter Trümmern eingequetscht wird. Dieser schießt auf Frank, doch Athena, die dies durch die Maschine vorhergesehen hatte, wirft sich in die Schusslinie, um ihn zu retten, wird dabei aber selbst getroffen.
Athena fährt sich daraufhin herunter und leitet die Selbstzerstörung ein. Zuvor werden aber noch gespeicherte Gedanken abgespielt, in denen deutlich wird, dass auch Athena eine Zuneigung zu Frank entwickelt hatte, was sie jedoch als Störung ihrer Empathieschaltkreise interpretiert hatte. Frank lässt Athena mithilfe eines Raketenrucksacks in die Maschine fallen, wodurch diese zerstört wird.
Casey und Frank beginnen mit der Rekrutierung weiterer Visionäre für Tomorrowland, die mithilfe von Robotern wie Athena auf der ganzen Erde aufgespürt werden.

## Produktion
Das Projekt erhielt im Juni 2011 grünes Licht von den Disney-Studios, wobei Damon Lindelof als Drehbuchautor und Produzent verpflichtet wurde. Im Mai 2012 wurde Brad Bird als Regisseur engagiert. Während genaue Informationen zur Story zunächst geheim gehalten wurden, bestätigte Bird im November 2012, dass es sich um einen Science-Fiction-Film handele. Nach 2013 getätigten Aussagen von Lindelof und Bird sind sie für den Film von Memorabilia aus den Archiven des Studios inspiriert worden, genauer einer „staubigen alten Schachtel“, die mit „1952“ beschriftet gewesen war.
Die Dreharbeiten begannen am 19. August 2013 in Enderby, British Columbia. Außerdem wurde in Vancouver und Surrey, BC gedreht. Die Dreharbeiten in Kanada endeten am 15. Januar 2014. Im Oktober 2013 wurde bekanntgegeben, dass Teile des Films in der Ciudad de las Artes y de las Ciencias in Valencia gedreht würden. Außerdem wurde im November 2013 in New Smyrna Beach, Florida, sowie in der Disney-Attraktion Carousel of Progress im Walt Disney World Resort gedreht. Am 5. Februar 2014 wurden zusätzlich Aufnahmen in der Disney-Attraktion It’s a Small World im Disneyland Resort, Kalifornien, gedreht.

## Synchronisation
Die Synchronisation des Films übernahm die FFS Film- & Fernseh-Synchron GmbH. Das Dialogbuch schrieb Norman Matt, der ebenso für die Dialogregie verantwortlich war.
| Rolle               | Schauspieler           | Deutscher Sprecher |
| ------------------- | ---------------------- | ------------------ |
| Frank Walker        | George Clooney         | Detlef Bierstedt   |
| David Nix           | Hugh Laurie            | K. Dieter Klebsch  |
| Casey Newton        | Britt Robertson        | Yvonne Greitzke    |
| Athena              | Raffey Cassidy         | Valentina Bonalana |
| Ursula              | Kathryn Hahn           | Katrin Zimmermann  |
| Captain Page        | Tom Butler             | Axel Lutter        |
| Dave Clark          | Matthew MacCaull       | Sven Gerhardt      |
| Eddie Newton        | Tim McGraw             | Wolfgang Wagner    |
| Franks Vater        | Chris Bauer            | Lutz Schnell       |
| Hugo                | Keegan-Michael Key     | Florian Halm       |
| Frank Walker (jung) | Thomas Robinson        | Oliver Szerkus     |
| Casey Newton (jung) | Shiloh Nelson          | Marie Düe          |
| Jenny Newton        | Judy Greer             | Marie-Isabel Walke |
| Nate Newton         | Pierce Gagnon          | Cosmo Clarén       |
| Astronautin         | Priya Rajaratnam       | Celina Gaschina    |
| Busfahrer           | Matthew Kevin Anderson | Bernd Egger        |
| Jetpack Buddy #1    | Alex Barima            | Jan Kurbjuweit     |
| junger Rekrutierer  | Aidan Gemme            | Till Flechtner     |
| Mutter              | Leena Manro            | Mala Ghedia        |
| Schalterpolizist    | Garry Chalk            | Uwe Jellinek       |
| Vater               | Parm Soor              | Rajvinder Singh    |
| Wissenschaftslehrer | David Nykl             | Elmar Gutmann      |

## Veröffentlichung
Der Teasertrailer zum Film wurde offiziell am 9. Oktober 2014 veröffentlicht. Der Film wurde am 21. Mai 2015 weltweit veröffentlicht. Bereits Mitte April wurde im Disneyland in Kalifornien, in Epcot im Tomorrowland und im Imagination-Pavillon jeweils eine Vorabversion des Films gezeigt.
Der ursprünglich vorgesehene deutsche Titel lautete Projekt: Neuland, wurde aber zwei Monate vor dem Veröffentlichungstermin vom Verleih fallengelassen.